# Kobe City Hall
Kobe City Hall (яп. 神戸市役所 Мэрия города Кобе) — 132-метровый и 30-этажный небоскреб, расположенный по адресу 6-5-1 Канотё, район Тюо, город Кобе, префектура Хёго, Япония. Здание строилось с 23 января 1987 года по 31 августа 1989 года. В небоскрёбе расположена мэрия города Кобе. Хотя это здание с самой высокой высотой в городе, в последние годы были построены многоэтажные здания и жилые дома , поэтому функция прежнего ориентира снизилась. Смотровая площадка расположена  на 24-м этаже. Девятый по высоте небоскрёб города Кобе и префектуры Хёго.